# Засьцянки (Подляское воеводство)
Засьця́нки (пол. Zaścianki) — деревня в Белостокском повете Подляского воеводства Польши. Входит в состав гмины Супрасль. По данным переписи 2011 года, в деревне проживало 2266 человек.

## География
Деревня расположена на северо-востоке Польши, на расстоянии приблизительно 6 километров (по прямой) к востоку от города Белостока, административного центра повета. Абсолютная высота — 163 метра над уровнем моря. Через Засьцянки проходит национальное шоссе 65.

## История
Согласно «Указателю населенным местностям Гродненской губернии, с относящимися к ним необходимыми сведениями», в 1905 году в деревне Застенки проживало 304 человека. В административном отношении деревня входила в состав Дойлидской волости Белостокского уезда (2-го стана).
В период с 1975 по 1998 годы деревня являлась частью Белостокского воеводства.

## Достопримечательности
В деревне функционирует православный храм, освящённый во имя святого Великомученика Пантелеимона.